# Head Down
Head Down è il terzo album in studio del gruppo rock statunitense Rival Sons, pubblicato nel 2012.

## Tracce
1. Keep On Swinging – 4:00
2. Wild Animal – 3:27
3. You Want To – 4:15
4. Until the Sun Comes – 2:59
5. Run from Revelation – 4:14
6. Jordan – 6:18
7. All the Way – 5:10
8. The Heist – 3:13
9. Three Fingers – 3:17
10. Nava – 2:01
11. Manifest Destiny Pt. 1 – 8:20
12. Manifest Destiny Pt. 2 – 4:24
13. True – 4:43